# Формальна верифікація
Форма́льна верифіка́ція — в інформаційних технологіях, доведення, або заперечення відповідності системи певній формальній специфікації або характеристиці, із використанням формальних методів математики.

## Обґрунтування
Тестування програмного забезпечення не може довести, що система, алгоритм або програма не містить ніяких помилок і дефектів та задовольняє певним властивостям. Це може зробити формальна верифікація.

## Сфери застосування
Формальна верифікація може використовуватися для перевірки таких систем, як програмне забезпечення, представлене у вигляді вихідних текстів, криптографічні протоколи, комбінаторні логічні схеми, цифрові схеми з внутрішньою пам'яттю.

## Теоретичні основи
Верифікація являє собою формальне доведення на абстрактній математичній моделі системи, в припущенні про те, що відповідність між математичною моделлю і природою системи вважається заданим. Наприклад, щодо побудованої моделі або математичного аналізу, доведення правильності алгоритмів і програм.
Прикладами математичних об'єктів, часто використовуваних для моделювання та формальної верифікації програм і систем, є:
- формальна семантика мов програмування, наприклад операційна семантика, денотаційна семантика, аксіоматична семантика (Логіка Гоара), математична семантика програм[2].
- кінцевий автомат
- позначена модель станів і переходів
- мережа Петрі
- часовий автомат
- гібридний автомат
- числення процесів
- структуровані алгоритми
- структуровані програми

## Підходи до формальної верифікації
Існують такі підходи до формальної верифікації:
- формальна семантика мов програмування
- перевірка моделей (англ. model checking)
- логічний висновок (англ. logical inference)
- символьне виконання (англ. symbolic execution)
- абстрактна інтерпретація
- систематичний аналіз алгоритмів та програм
- технології доказового програмування

## Доказове програмування
Доказове програмування - використовувалось в 1980-х роках в академічних колах технології розробки програм для ЕОМ з доведеннями правильності - доведенням відсутності помилок у програмах (розуміючи, в рамках даної теорії, помилки як невідповідності між програмою і реалізованим нею алгоритмом).

## Автоматична перевірка доведення
Доведення можна автоматизувати повністю лише для дуже невеликого кола простих теорій, тому зростає важливість його автоматичної перевірки і для цього зведення до належного вигляду.
Для підтримки строгості при перевірці доведення верифікатором слід перевірити ще й верифікатор, для чого потрібен ще один верифікатор і так далі. Отриманий нескінченний ланцюг верифікаторів можна було б згорнути, побудувавши самоверифіковний верифікатор, що володіє здатністю розвернутися до застосовного на практиці.